# Rhomboceros
Rhomboceros is een geslacht van vlinders van de familie bladrollers (Tortricidae), uit de onderfamilie Tortricinae.

## Soorten
- R. barbata Diakonoff, 1953
- R. chalepa Diakonoff, 1983
- R. ethica Diakonoff, 1953
- R. iridescens Diakonoff, 1953
- R. nodicornis Meyrick, 1910
- R. pulverulenta Diakonoff, 1953
- R. rosacea Diakonoff, 1953